# Aurora Plastics Corporation
Vous pouvez aider à l'améliorer ou bien discuter des problèmes sur sa page de discussion.
- Le fond est à vérifier. Si vous venez d’apposer le bandeau, merci d’indiquer ici les points à vérifier. (Marqué depuis novembre 2023)
- Il peut contenir un travail inédit ou des déclarations non vérifiées. Vous pouvez l’améliorer en ajoutant des références. (Marqué depuis novembre 2023)

Vous pouvez aider à l'améliorer ou bien discuter des problèmes sur sa page de discussion.
- Il ne cite pas suffisamment ses sources. Vous pouvez indiquer les passages à sourcer avec {{référence nécessaire}} ou {{Référence souhaitée}}, et inclure les références utiles en les liant aux notes de bas de page. (Marqué depuis novembre 2023)
- Son texte doit être wikifié : il ne correspond pas à la mise en forme Wikipédia (style, typographie, liens internes, liens entre les wikis, etc.). (Marqué depuis novembre 2023)
- Il n’est pas rédigé dans un style encyclopédique. (Marqué depuis novembre 2023)
- La traduction doit être revue. Le contenu est difficilement compréhensible à cause d’erreurs de traduction, peut-être dues à l’utilisation d’un logiciel de traduction automatique. (Marqué depuis novembre 2023)
- La traduction est incomplète. (Marqué depuis novembre 2023)
- Il est à actualiser. Certains passages sont obsolètes ou annoncent des événements désormais passés. (Marqué depuis novembre 2023)

- Archive Wikiwix
- Bing
- Cairn
- DuckDuckGo
- E. Universalis
- Gallica
- Google
- G. Books
- G. News
- G. Scholar
- Persée
- Qwant
- (zh) Baidu
- (ru) Yandex
- (wd) trouver des œuvres sur Wikidata

La Aurora Plastics Corporation ou APC est une compagnie américaine connue pour sa fabrication de maquettes en plastique à monter et à peindre soi-même.

## Historique
Aurora Plastics Corporation est fondée en 1950 par l'ingénieur Joseph E. Giammarino et l'homme d'affaires Abe Shikes à Brooklynn, New York. 
En engageant John Cuomo en 1952, l'entreprise se lance vivement dans la fabrication de maquettes en plastique. Celles-ci sont majoritairement destinées aux jeunes personnes mais aussi aux fans de cinéma en vendant des reproductions de personnages à monter et à peindre, tels que : Dracula, La Momie, Le Fantôme de l'Opéra, La Créature du Lac Noir et bien d'autres. Contrairement à ses concurrents, Aurora préfère vendre ses maquettes en ajoutant moins de détails et en réduisant leurs tailles. Ainsi le prix est plus bas et beaucoup plus abordables pour les familles moyennes américaines.

### Déclin, rachats et disparition
Chez le concurrent, Hot Wheels, tout va pour le mieux grâce aux voitures déjà peintes et prêtes à être utilisées par des enfants. Pour contre-attaquer, et dans un dernier élan, Aurora crée des modèles de cigarbox miniatures. Ces voitures sont à peine plus grandes que celles d'Hot Wheels mais aussi réussies. Cependant Aurora perd à nouveau face au concurrent et décide alors de continuer son marché sur les figurines des monstres Universal. Petit à petit, l'entreprise est en déclin.
En perdant sa clientèle et en gaspillant son argent, Aurora va bientôt être vendue. Ainsi, en 1969, elle change de propriétaire avec lequel elle fabriquera des jouets et des jeux mais à nouveau, en 1971, Aurora est vendue à la compagnie Nabisco. Ce sera la fin d'Aurora, en considérant les années à venir comme la destruction d'une réputation.

### Reprise des produits
Après la disparition d'Aurora, différents fabricants vont ressortir des produits de la marque. Ainsi, de nombreux produits seront de nouveau distribués par Polar Lights, Atlantis, Monarch ou encore Moebius.

### En France
En France, Aurora n'a jamais connu le succès du fait que l'entreprise ne s'est pas exportée au-delà de l'Atlantique. Il fut donc très dur de s'en procurer et même au moment où c'était possible, il fallait savoir parler anglais du fait que le mode d'emploi à suivre pour monter la figurine fut dans cette langue. Aurora, encore aujourd'hui, n'a pas de véritable succès en France. Seuls les collectionneurs de maquettes connaissent la marque.[réf. nécessaire]

## Production

### Les Kits
Les maquettes produites par Aurora se vendaient en kits. Les premiers kits tournaient autour de l'armée, notamment autour des avions de l'US Air Force. On pouvait aussi trouver des figurines de soldats disposées sur un plateau et servant de « diorama ». Des reproductions de voitures étaient aussi trouvables sur le marché. Les modèles de voitures étaient d'ailleurs en concurrence avec Hot Wheels, mais le concurrent pris le dessus du fait que ses voitures ne furent pas à peindre ni à monter, donc abordables aussi pour les enfants âgés au minimum de 3 ans. 
Mais le producteur ne se laissait pas abattre par cela. Beaucoup diront d'ailleurs que ce sont les figurines à peindre qui firent le succès de la marque; notamment avec des reproductions de personnages historiques tels que des chevaliers, des soldats, mais aussi des animaux de la savane etc. Par la suite et grâce à son succès, le fabricant obtint une licence des Universal Studios pour pouvoir produire des maquettes des célèbres personnages des films Universal de l'époque. C'est ainsi qu'Aurora est à son apogée en produisant les reproductions des monstres des célèbres films avec des vampires, des morts-vivants et beaucoup d'autres.

### Sortie du Premier Monstre
En 1961 apparaît pour la première fois le kit du monstre de Frankenstein. À l'époque, il fut vraiment de trouver des statues, bustes et autres dans tous les magasins. Ainsi, les fans de cinéma se ruent vers la figurine à peindre et font connaître un énorme succès à l'entreprise Aurora. Par la suite, douze autres monstres seront fabriqués et produits. Aurora fera appel à l'artiste James Bama pour certaines de ses boîtes de collection.

### Voitures motorisées (slot)

Voiture miniature de slot Aurora AFX "Flying Brick".

Planant sur le succès de ses monstres, Aurora décide de se relancer dans le combat contre Hot Wheels en réalisant de nombreuses voitures de courses et de collections. Non sans un peu du talent de Giammarino et du marketing de Shikes, plus de 25 000 000 de voitures seront vendues en 1965. Mais quelques années après, cela décline et Aurora perd sa clientèle pour les voitures à peindre.